# 山本拓夫
山本 拓夫（やまもと たくお、1961年10月10日 - ）は、日本のサクソフォーン奏者、フルート奏者、スタジオ・ミュージシャン、編曲家、音楽プロデューサー。CUBE所属。東京都出身。

## 人物
サックスのほか、フルートやクラリネットも演奏するマルチリードプレイヤーである。斬新なブラスアレンジ、柔軟で幅広いプレイアビリティでジャンルを問わず様々な音楽性に対応できるミュージシャンであり、Jポップにおいて数多くの印象的なプレイを残している。例えばMr.Childrenの「シーソーゲーム 〜勇敢な恋の歌〜」の間奏は、彼の演奏によるものである。多くのアーティストに嘱望され、スタジオワーク・ライブともに数多くのセッションにソリストまたはセクションプレイヤーとして参加している。またプレイヤーとしてだけでなく、編曲家や音楽プロデューサーとしてても活動している。

## 経歴
大学の頃にサックスを始め、卒業後すぐにプロのミュージシャンになる。プロデビュー後、中村あゆみのサポートを始め、楽曲も提供した。渡辺美里のライブサポートを経て、岡村靖幸やECHOESのレコーディングやライブにも参加する。
1992年ごろからサザンオールスターズのレコーディングやライブに参加するようになる。それを機に、サザンのボーカル桑田佳祐のソロ活動やサザンの共同プロデューサーだった小林武史が手掛けたMr.ChildrenやMy Little Lover、福山雅治や鈴木祥子、辻仁成などのレコーディングにも参加するようになる。ジャニーズ・エンタテイメント所属のグループのサポートメンバー、レコーディングサポートで参加することが多い。
2004年からBank Bandに参加し、チャリティー目的の演奏活動に力を入れる。
2007年に開催されたゆずのライブ「ゆずデビュー10周年感謝祭“ゆずのね”〜名前の由来は聞かないで〜」に参加した。
2013年、木管六重奏アンサンブル「Halocline（ハロクライン）」を結成した。

## 参加グループ
MISATO & THE LOVER SOUL
渡辺美里のバックバンド。1988年より参加し、93年からはバンドマスターも務める。
村田陽一SOLID BRASS
村田陽一のリーダーバンド。1991年に結成した。
村田陽一ORCHESTRA
村田陽一のリーダーバンド。
THE HOBO KING BAND（ザ・ホーボー・キング・バンド）
佐野元春のバックバンド。1996年に結成した。
Bank Band
小林武史と櫻井和寿を中心に、ap bankの活動資金や融資金を集めるために2004年に結成されたバンドである。
BAND FOR "SANKA"（バンド・フォー・サンカ）
2008年に結成された北京オリンピックでの日本選手団の応援を目的とするバンド。
Halocline（ハロクライン）
木管六重奏アンサンブル。2013年、井上鑑「鳥の歌」プロジェクトに一人多重録音で参加し、それをライブで再現するためアンサンブルを結成、全曲オリジナルを書き下ろしで、この編成での可能性を探る。ユニット名の「ハロクライン」は、河口付近などの汽水域にできる淡水と海水との境界線のこと。メンバーは山本拓夫 (compose, arrange, bass clarinet)、黒田由樹 (flute)、三枝朝子 (flute)、高市紀子 (alto flute)、渡邊一毅 (clarinet, E♭clarinet)、大下和 (clarinet, bass clarinet)である。
空想旅団
2013年開催の日比谷野外大音楽堂開設90周年記念イベント「日比谷野音空想旅団 〜そこに素晴らしき音楽があった〜」のための小林武史と亀田誠治によるバンド。
MANGARAMA（マンガラマ）
椎名林檎のバックバンド。2015年に結成した。

## 楽曲提供
- 石原慎一
- 加藤いづみ
- 金子美香
- 中村あゆみ
- ネプチューン
- 渡辺美里
- 『夜来香〜映画「ほとけ」の世界〜オリジナル・サウンドトラック』（山本拓夫&石川鉄男、「ライ怒りのテーマ」、「ほとけエンディングテーマ」）

など

## 編曲
ホーンアレンジ、ブラスアレンジ、コーラスアレンジ、ストリングスアレンジなどを含む。
- Aqua Timez
- 宇多田ヒカル
- 太田貴子
- 加藤いづみ
- KinKi Kids/堂本光一
- 坂本真綾
- サザンオールスターズ/桑田佳祐
- 佐野元春
- Cymbals/土岐麻子
- 鈴木祥子
- 知念里奈
- つじあやの
- 辻仁成
- 寺岡呼人
- V6
- Mr.Children
- 山下智久
- ゆず
- 米倉利紀

など

## ライブ・レコーディング参加
サックス、フルート、クラリネットなど
- AI
- 天野月子
- 絢香
- 絢香×コブクロ
- 安藤裕子
- いきものがかり（アルバム『I』など）
- 諫山実生
- 伊藤由奈
- 今井美樹
- UA
- 植村花菜
- ウカスカジー
- HY
- ECHOES
- エレファントカシマシ
- 大黒摩季
- 大塚愛
- 岡村靖幸
- 奥田民生
- 小谷美紗子
- 鬼束ちひろ
- ORIGINAL LOVE
- KAN
- 関ジャニ∞
- 清竜人
- Kiroro
- KinKi Kids
- King & Prince（「&LOVE」、「踊るように人生を。」）
- ケツメイシ
- CHEMISTRY
- 郷ひろみ
- ゴスペラーズ
- Cocco
- コブクロ
- 崎谷健次郎
- サザンオールスターズ/桑田佳祐
- 佐藤竹善
- SUNNY
- 佐野元春
- 佐橋佳幸
- Salyu
- 椎名林檎
- JAPAN UNITED with MUSIC
- JUJU
- Superfly
- スキマスイッチ
- Skoop On Somebody
- 鈴木祥子
- 鈴木雅之
- スピッツ（「愛のしるし」「美しい鰭」など）
- SMAP
- 世武裕子
- SOUL'd OUT
- 髙橋真梨子
- 高橋洋子
- 竹内まりや
- 知念里奈
- CHAGE and ASKA/ASKA
- チャラン・ポ・ランタン
- つじあやの
- 辻仁成
- 寺岡呼人
- Do As Infinity
- TWO-MIX
- 土岐麻子
- 冨田ラボ
- 中西圭三
- 中村中
- 中森明菜
- 元ちとせ
- 浜本沙良
- 林原めぐみ
- 一青窈
- 日比谷ブロードウェイ
- 平井堅（「ノンフィクション」 など）
- 広瀬香美
- 福山雅治（サポートメンバーも担当。）
- 藤井フミヤ
- ブラックビスケッツ（「Timing」）
- 古内東子
- FLOW
- 布袋寅泰
- My Little Lover
- 槇原敬之
- 真心ブラザーズ
- 松浦亜弥
- 松たか子
- 松任谷由実
- MISIA
- Mr.Children（アルバム『Kind of Love』から殆どのシングル、アルバム曲に参加）
- 宮本浩次
- 森山直太朗
- 山弦
- 山下達郎
- 山下智久
- YUKI
- ゆず
- 吉田拓郎
- 米倉利紀
- RIP SLYME
- レミオロメン
- 和田アキ子
- 渡辺美里

など

## 関連人物
- EPO
- 柴田俊文
- 有賀啓雄